# Шульгино (Ногинский район)
Шульгино — деревня в Ногинском районе Московской области России.

## Население
| 1852 | 1859 | 1890 | 1926 | 2002 | 2006 | 2010 |
| ---- | ---- | ---- | ---- | ---- | ---- | ---- |
| 121  | ↗177 | ↘54  | ↗361 | ↘79  | ↘75  | ↘52  |

## География
Деревня Шульгино расположена на востоке Московской области, в юго-западной части Ногинского района, примерно в 24 км к востоку от Московской кольцевой автодороги и 16 км к западу от центра города Ногинска, по левому берегу реки Шаловки бассейна Клязьмы.
В 1,5 км к востоку от деревни проходит Кудиновское шоссе Р109, в 2,5 км к северу — Горьковское шоссе М7, в 8 км к югу — Носовихинское шоссе, в 13 км к востоку — Московское малое кольцо А107. Рядом с деревней — пути хордовой линии Мытищи — Фрязево Ярославского направления Московской железной дороги. Ближайшие населённые пункты — деревни Кашино и Меленки, ближайшая железнодорожная станция — платформа Кашино.
В деревне четыре улицы — Крестьянская, Полевая, Центральная и Энергетиков.

## История
В середине XIX века деревня относилась ко 2-му стану Богородского уезда Московской губернии и принадлежала князю Долгорукову В. В., титулярному советнику Павлову А. Н. и дочери статского советника Зыбиной Е. А., в деревне было 22 двора, крестьян 64 души мужского пола и 57 душ женского.
В «Списке населённых мест» 1862 года — владельческая деревня 2-го стана Богородского уезда Московской губернии по правую сторону Владимирского шоссе (от Богородска), в 13 верстах от уездного города и 14 верстах от становой квартиры, при реке Шоловке, с 27 дворами и 177 жителями (90 мужчин, 87 женщин).
По данным на 1890 год — деревня Шаловской волости 2-го стана Богородского уезда с 54 жителями.
В 1913 году — 32 двора.
По материалам Всесоюзной переписи населения 1926 года — центр Шульгинского сельсовета Васильевской волости Богородского уезда в 1 км от Кудиновского шоссе и 10 км от станции Кудиново Нижегородской железной дороги, проживал 361 житель (177 мужчин, 184 женщины), насчитывалось 68 хозяйств, из которых 60 крестьянских, имелась школа 1-й ступени.
С 1929 года — населённый пункт Московской области.
Административно-территориальная принадлежность
1929—1930 гг. — деревня Колонтаевского сельсовета Богородского района.
1930—1957 гг. — деревня Колонтаевского сельсовета Ногинского района.
1957—1963, 1965—1994 гг. — деревня Балобановского сельсовета Ногинского района.
1963—1965 гг. — деревня Балобановского сельсовета Орехово-Зуевского укрупнённого сельского района.
1994—2006 гг. — деревня Балобановского сельского округа Ногинского района.
2006 - 2018 гг. — деревня сельского поселения Аксёно-Бутырское Ногинского муниципального района.
С 2019 года - деревня Старокупавинской территории Богородского городского округа.